# Coracina tenuirostris
Coracina tenuirostris е вид птица от семейство Campephagidae.

## Разпространение
Видът е разпространен в Австралия, Индонезия, Микронезия, Палау, Папуа Нова Гвинея, Соломоновите острови и Източен Тимор.